# Tinodes parsnai
Tinodes parsnai är en nattsländeart som beskrevs av Schmid 1959. Tinodes parsnai ingår i släktet Tinodes och familjen tunnelnattsländor. Inga underarter finns listade i Catalogue of Life.